# 연라초등학교
연라초등학교는 대한민국 경기도 여주시에 있는 공립 초등학교이다.

## 학교 연혁
- 1974년 12월 11일 여주국민학교 연라분교 5교실 준공
- 1975년 3월 14일 여주국민학교 연라분교장 개교
- 1976년 5월 8일 연라국민학교 승격 개교
- 1996년 3월 1일 연라초등학교로 교명 개명
- 1999년 3월 10일 병설유치원 개원
- 2008년 3월 1일 제12대 교장 곽지영 부임
- 2010년 1월 28일 방송실 리모델링
- 2011년 8월 18일 교문 설치
- 2012년 화장실 교체공사, 맞춤형 교실 증축
- 2013년 학교 상수도 설치공사, 영어체험실 리모델링
- 2014년 2월 17일 제38회 졸업식 총 27명(누계 993명)
- 2014년 3월 1일 일반학급 6, 특수학급1, 유치원 1학급 편성
- 2014년 9월 1일 제13대 신동학 교장 취임
- 2015년 2월 13일 제39회 졸업 17명(총 1,010명)
- 2015년 3월 1일 일반학급 6, 특수학급1, 유치원 1학급 편성